# Eduardo Rergis (ur. 1980)
Eduardo Rergis Borja (ur. 31 grudnia 1980 w mieście Meksyk) – meksykański piłkarz występujący na pozycji defensywnego pomocnika.

## Kariera klubowa
Rergis urodził się w stołecznym mieście Meksyk, gdzie jego ojciec, także Eduardo Rergis, występował wówczas w zespole Atlante FC. Jego brat, Guillermo Rergis, również był piłkarzem. Profesjonalną karierę piłkarską rozpoczynał jednak w drużynie Tiburones Rojos de Veracruz, w barwach której zadebiutował w meksykańskiej Primera División – 4 maja 1997 w przegranym 2:3 spotkaniu z Pachucą. Po sezonie 1997/1998 spadł z Veracruz do drugiej ligi, natomiast latem 1999 przeszedł do Querétaro FC, także występującego na zapleczu najwyższej klasy rozgrywkowej.
W 2000 roku Rergis powrócił do pierwszej ligi, podpisując umowę z ekipą Club León, gdzie jednak nie potrafił wywalczyć sobie miejsca w wyjściowej jedenastce i rozegrał dwa ligowe mecze. Po sześciu miesiącach został zawodnikiem drugoligowych rezerw drużyny Cruz Azul o nazwie Cruz Azul Hidalgo, natomiast już po upływie półtora roku zasilił zespół Atlante FC. Tam szybko został podstawowym graczem ekipy i podczas gry w niej strzelił premierowego gola w Primera División – 7 kwietnia 2002 w zremisowanym 3:3 spotkaniu z Pueblą. W lipcu 2003 odszedł do klubu Tigres UANL z siedzibą w mieście Monterrey, z którą już w pierwszych rozgrywkach – Apertura 2003 – wywalczył tytuł wicemistrza Meksyku. W 2005 roku triumfował z Tigres w turnieju InterLigi, dzięki czemu mógł wziąć udział w Copa Libertadores – tam jego drużyna odpadła ostatecznie w ćwierćfinale.
Latem 2005 Rergis został wypożyczony do klubu CF Pachuca, gdzie w wiosennym sezonie Clausura 2006 osiągnął największy sukces w karierze – mistrzostwo Meksyku. Regularnie pojawiał się wówczas na ligowych boiskach, jednak przeważnie w roli rezerwowego. W późniejszym czasie ponownie występował w Atlante, za to w letnim okienku transferowym 2007 na zasadzie wypożyczenia zasilił Club Atlas z miasta Guadalajara, którego władze po roku postanowiły go wykupić. W 2008 roku po raz drugi zanotował występ w Copa Libertadores, dzięki zajęciu drugiego miejsca w InterLidze – w tej edycji rozgrywek Atlas także odpadł w ćwierćfinale.
Latem 2010 Rergis wyjechał do Argentyny, podpisując umowę z tamtejszym drugoligowcem Instituto de Córdoba. W jego barwach rozegrał jedynie trzy mecze w Primera B Nacional i już po upływie pół roku odszedł z drużyny.

## Kariera reprezentacyjna
W 1997 roku Rergis znalazł się w składzie reprezentacji Meksyku U–17 na Młodzieżowe Mistrzostwa Świata w Egipcie. Był wówczas rezerwowym zawodnikiem kadry, wchodząc z ławki w jednym meczu, za to Meksykanie nie zdołali wyjść z grupy i po trzech spotkaniach zakończyli swój udział w turnieju.
W seniorskiej reprezentacji Meksyku Rergis zadebiutował za kadencji selekcjonera Ricardo Lavolpe – 12 lutego 2003 w zremisowanym 0:0 sparingu z Kolumbią. Ogółem w pierwszej kadrze narodowej rozegrał trzy spotkania, wszystkie towarzyskie i w roli rezerwowego.